# كابالا (سيراليون)
كابالا (بالإنجليزية: Kabala)‏ هي أكبر مدينة في مقاطعة كوانادوغو في المحافظة الشمالية لسيراليون.
تقع المدينة على بعد 37 كيلومترا شمال شرق مدينة ماكيني أكبر مدن الشمال، وعلى بعد 320 كيلومترا شرق العاصمة فريتاون. يبلغ عدد سكان المدينة 14,108 نسمة حسب إحصاء 2004، و 18,770 نسمة حسب أحدث التقديرات. يشكل المسلمون غالبية سكان المدينة، مع تواجد أقلية مسيحية.
كابالا هي منطقة زراعية بامتياز تقع في أقصى شمال سيراليون، وهي قريبة من مقاطعة كونو والحدود الدولية مع غينيا. كابالا هي واحدة من أكبر المدن في سيراليون من حيث المساحة؛ ولكن بها كثافة سكانية قليلة.

## التاريخ
كابالا احد المراكز الروحية الدينية في سيراليون. وكانت أيضا موطنًا للعديد من الزعماء الدينيين ومشائخ الطرق الصوفية ، منهم الشيخ الصوفي أحمدو بيلو ، أحد المؤسسين لسيراليون الحديثة وتعرف الكابالا بأهميتها الروحية ويوجد فيها العديد من الأضرحة لشخصيات روحية محلية.

## السكان
أغلبية السكان في كابالا يدينون الإسلام مع تواجد أقلية مسيحية. كابالا هي واحدة من أكثر المدن تنوعا عرقيا في سيراليون، حيث ينحدر السكان من عرقيات متنوعة مثل الفلان، كورانكو، الماندينغو، التيماني، الجالونكي، الليمبا.

## المناخ
| البيانات المناخية لـكابلا         | البيانات المناخية لـكابلا | البيانات المناخية لـكابلا | البيانات المناخية لـكابلا | البيانات المناخية لـكابلا | البيانات المناخية لـكابلا | البيانات المناخية لـكابلا | البيانات المناخية لـكابلا | البيانات المناخية لـكابلا | البيانات المناخية لـكابلا | البيانات المناخية لـكابلا | البيانات المناخية لـكابلا | البيانات المناخية لـكابلا | البيانات المناخية لـكابلا |
| الشهر                             | يناير                     | فبراير                    | مارس                      | أبريل                     | مايو                      | يونيو                     | يوليو                     | أغسطس                     | سبتمبر                    | أكتوبر                    | نوفمبر                    | ديسمبر                    | المعدل السنوي             |
| --------------------------------- | ------------------------- | ------------------------- | ------------------------- | ------------------------- | ------------------------- | ------------------------- | ------------------------- | ------------------------- | ------------------------- | ------------------------- | ------------------------- | ------------------------- | ------------------------- |
| متوسط درجة الحرارة الكبرى °م (°ف) | 32.7 (90.9)               | 34.8 (94.6)               | 35.0 (95.0)               | 33.4 (92.1)               | 31.5 (88.7)               | 29.6 (85.3)               | 28.0 (82.4)               | 27.7 (81.9)               | 28.8 (83.8)               | 31.1 (88.0)               | 30.4 (86.7)               | 31.4 (88.5)               | 31.2 (88.2)               |
| المتوسط اليومي °م (°ف)            | 24.8 (76.6)               | 27.0 (80.6)               | 27.8 (82.0)               | 27.3 (81.1)               | 26.2 (79.2)               | 24.8 (76.6)               | 23.8 (74.8)               | 23.9 (75.0)               | 23.9 (75.0)               | 24.4 (75.9)               | 24.7 (76.5)               | 23.6 (74.5)               | 25.2 (77.3)               |
| متوسط درجة الحرارة الصغرى °م (°ف) | 16.7 (62.1)               | 19.2 (66.6)               | 21.0 (69.8)               | 21.2 (70.2)               | 21.5 (70.7)               | 20.9 (69.6)               | 20.7 (69.3)               | 20.7 (69.3)               | 20.5 (68.9)               | 20.3 (68.5)               | 19.5 (67.1)               | 16.4 (61.5)               | 19.9 (67.8)               |
| الهطول مم (إنش)                   | 3.9 (0.15)                | 8.9 (0.35)                | 30.4 (1.20)               | 97.2 (3.83)               | 192.9 (7.59)              | 284.8 (11.21)             | 319.4 (12.57)             | 386.8 (15.23)             | 383.3 (15.09)             | 291.4 (11.47)             | 73.7 (2.90)               | 4.7 (0.19)                | 2٬077٫4 (81.78)           |
| متوسط أيام هطول الأمطار           | 0                         | 1                         | 2                         | 7                         | 14                        | 19                        | 24                        | 27                        | 24                        | 21                        | 6                         | 1                         | 146                       |
| متوسط الرطوبة النسبية (%)         | 66                        | 71                        | 73                        | 78                        | 79                        | 89                        | 92                        | 92                        | 92                        | 90                        | 90                        | 76                        | 82.3                      |
| ساعات سطوع الشمس الشهرية          | 241.8                     | 226.8                     | 244.9                     | 219.0                     | 207.7                     | 168.0                     | 136.4                     | 114.7                     | 147.0                     | 192.2                     | 210.0                     | 226.3                     | 2٬334٫8                   |
| المصدر #1: مرصد هونغ كونغ         |                           |                           |                           |                           |                           |                           |                           |                           |                           |                           |                           |                           |                           |
| المصدر #2: NOAA                   |                           |                           |                           |                           |                           |                           |                           |                           |                           |                           |                           |                           |                           |

## أعلام
- مامادو ألفاجور باه
- محمد رشيد